# Улица Лассаля (Павловск)
Улица Ласса́ля — улица в городе Павловске (Пушкинский район Санкт-Петербурга). Проходит от Гуммолосаровской улицы на юго-запад.
Изначально называлась Вериной улицей. Такой топоним известен с 1912 года и происходит, вероятно, от имени землевладелицы.
Примерно в 1952 году проезд переименовали в улицу Лассаля — в честь немецкого социалиста Ф. Лассаля.